# Шунди, Стефан
Стефан Шунди (алб. Stefan Shundi; 1906, Тирана — 1947, Тирана) — албанский писатель, литературный критик, журналист, юрист, футболист и спортивный директор. С 1933 по 1936 год он занимал должность президента футбольного клуба «Тирана».

## Биография
Стефан Шунди родился в 1906 году в Тиране (тогда входившей в состав Османской империи, а ныне столица Албании). Он получил среднее образование в Австрии, а затем учился в Италии, где окончил юридический факультет Миланского университета. В 1929 году Шунди был в числе других албанских студентов выбран албанским правительством Зогу I для участия в официальной церемонии в Нидерландах, посвящённой памяти Лодевейка Томсона. Последний был нидерландским военным, погибшим в Албании в 1914 году, когда он командовал Международной контрольной комиссией, созданной для защиты порядка в только что обретшей независимость Албании.
После окончания учёбы в Италии Шунди вернулся в Тирану, где занялся юридической практикой, которую он не оставлял вплоть до своей смерти в 1947 году.
В 1927 году Шунди вошёл в число основателей футбольного клуба «Тирана», за который он играл до 1929 года, после чего занял должность спортивного директора этого клуба. 10 июля 1930 года Шунди в качестве спортивного директора выступил с триумфальной речью, посвящённой победе его клуба в первом футбольном чемпионате Албании. С 1933 по 1936 год он занимал пост президента «Тираны».
В качестве журналиста Шунди публиковал (в том числе и под псевдонимом Гергь Кука или Nichts) статьи на разные темы в различных печатных изданиях 1930-х и 1940-х годов, включая журнал Minerva, Arbënia, Shkëndija и Leka. В 1941—1943 годов Шунди также участвовал в деятельности журнала Drini, выходившего ежемесячно и продвигавшего туризм в Албании.
В качестве литературного критика Шунди писал (часто в полемическом тоне) о поэзии современных ему известных албанских авторов, таких как Гергь Фишта, Винченц Преннуши и Ласгуш Порадеци.Ему удалось ярко отобразить характер Фишты через характерные истории из жизни священника, раскрывающие его остроумие и добродушие. На его критику, хотя и эклектичную, предположительно, повлияла итальянская идеалистическая критика Бенедетто Кроче.
В 1937 году Шунди опубликовал драму фольклорной тематики «Рыцарь смерти, или Константин и Герунтина» (алб. Kalorësi i vdekjes ose Kostandini e Geruntina). Сохранились три его неопубликованных рукописи: «Два титана — Скандербег и Моиси Големи» (алб. Dy titanët — Skënderbeu e Moisi Golemi), «Камин дедушки — исторические заметки» (алб. Votra e gjyshit — shënime historike) и роман «О мать» (алб. Nanë moj). Шунди, наравне с другими писателями 1930-х годов, положительно повлиял на развитие албанской литературы 1930-х годов, придав ей гораздо более красочную выразительность и сделав её более современной.
Вместе с другими литературными критиками своего времени, такими как Небиль Чика, Эрнест Колики, Асим Якова и Таир Гинали, Шунди принадлежал к «реакционному» течению неоалбанизма философа Бранко Мерджани.
Шунди умер в 1947 году при загадочных обстоятельствах. В знак признания его вклада как литературного критика и бывшего президента футбольного клуба «Тирана» одной из улиц албанской столицы было присвоено его имя.